# Mende Valér
Felsőgallói Mende Valér Károly Mária (Pinkóc, 1886. április 4. – Bécs, 1918. január 7.) magyar építész, grafikus. A magyar népi építészet volt legnagyobb hatással építészi munkásságára (népies stílus), de a kortárs angol és finn építészek is nagy hatással voltak rá.

## Pályafutása

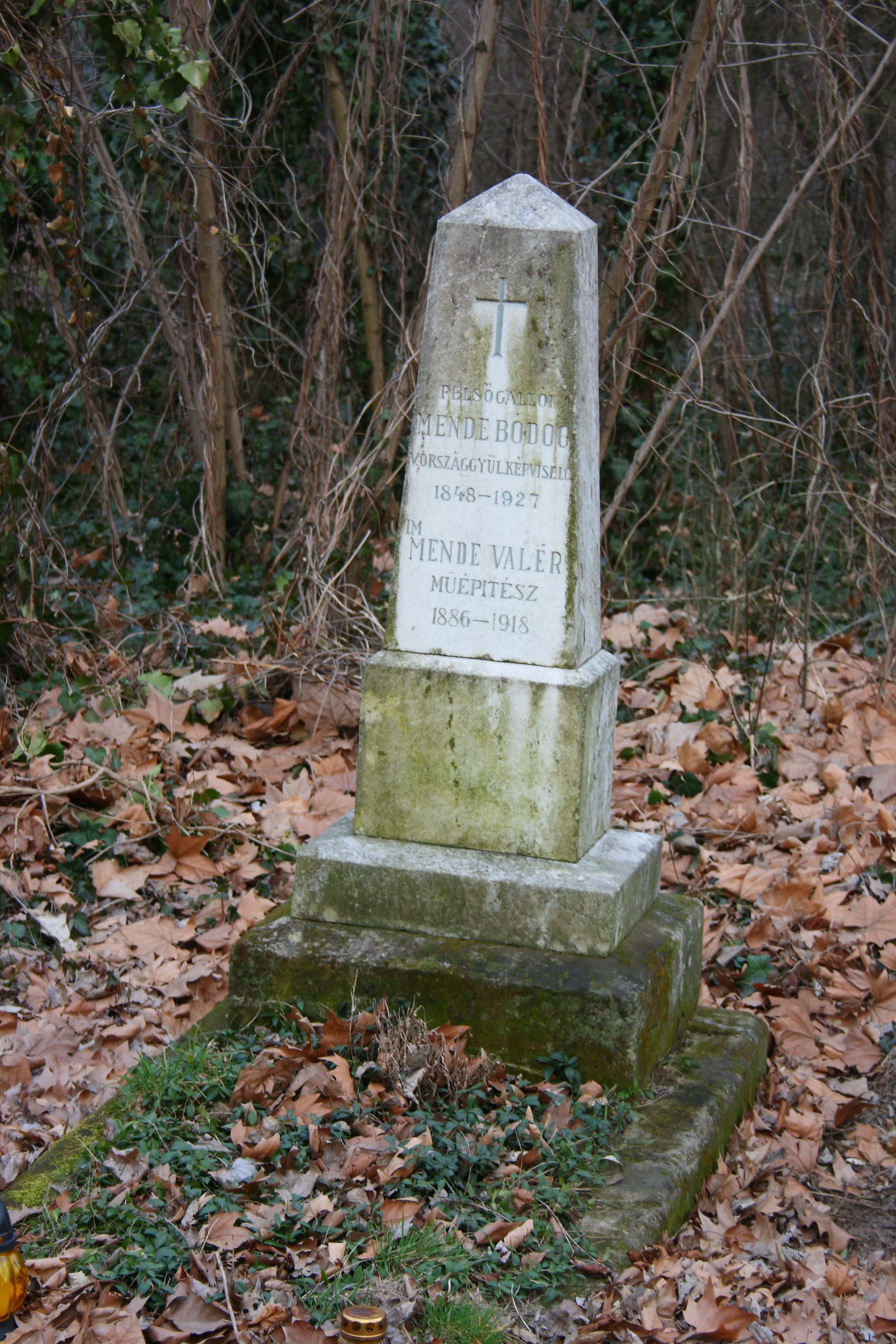
Mende Valér sírja a Kerepesi temetőben

Szülei Mende Bódog (1848–1927) író, újságíró, szerkesztő, politikus és Weinhändler Emma (1857–1929) voltak. Hat éves korában megkeresztelték. 1908-ban szerzett oklevelet a budapesti Műegyetemen. Diákként részt vállalt a Megfagyott Muzsikus szerkesztésében, valamint a Fiatalok csoportjának tagjaként az 1907-es műegyetemi kiállításon, többek között Kós Károllyal és Zrumeczky Dezsővel. A csoport tagjai közül később Györgyi Dénessel dolgozott együtt; 1911-ben közös tervvel indultak a gyöngyösi városháza és húscsarnok tervpályázatán. Több középületet, bérházat és villát tervezett, emellett festészettel és grafikával is foglalkozott. Grafikáival több kiállításon szerepelt. Schmidt Sándor városalapító bányaigazgató megbízásából érkezett Dorogra, ahol tervei szerint épült fel a bányakórház és a bányafürdő. 1916-ban szerzett háborús betegsége miatt hunyt el Bécsben 1918-ban.
1914. november 28-án Budapesten házasságot kötött dr. Chorin Ferenc és Russ Amália lányával, Ilona Paulával. A házasságkötési tanúk dr. Hegedüs Lóránt és Gratz Gusztáv voltak.

## Megvalósult építészeti művei
- 1909. Lakóház, Nagyvárad, Str. Duiliu Zamfirescu 10.
- 1909. Ertler-ház, Nagyvárad, Str. Episcop Mihai Pavel 8. (a néhai Severinului utca)
- 1910. Hajdú-villa, Kecskemét, Irinyi u. 10.
- 1910. Villa, Kecskemét, Budai Dezső fasor 6.
- 1910. Lakóház, Nagyvárad, Str. Independentei 3. (átalakítás)
- 1909-1913. Református Teológia és Jogakadémia (ún. Újkollégium), Kecskemét
- 1910-1911. Luther udvar (az evangélikus egyház bérháza), Kecskemét
- 1911. Magyar királyi népiskola, Hosszúfalu-alszeg – a Sváb Gyula-féle iskolaépítési program keretében épült
- 1911-1912. Nagyváradi Agrár Takarékpénztár, Nagyvárad, Str. Vulcan 7.
- 1911-1912. Lakóház, Nagyvárad, Str. Iosif Vulcan 9. (a szerzőség nem bizonyított)
- 1911-1912, Heves Megyei Általános Takarékbank, Gyöngyös (az 1917-es tűzvész után átalakítva)
- 1911-1912. Komló Szálloda és Kávéház, Gyula
- 1912. Villa, Budapest-Zugliget
- 1912-1913. Róth-ház, Nagyvárad, Str. Alecsandri 3.
- 1912-1913. Bérház, Budapest, Attila út 91.
- 1912-1913. Bodó Gusztávné bérháza, Budapest, Belgrád rakpart 12.
- 1913-1914. mozgófénykép-színház (Városi Mozi), Kecskemét
- 1914 k. Acélgyár, Prakfalva
- 1914-1915. Munkáslakások, bányakórház és bányászfürdő, Dorog
- 1914-1915. Munkáslakások, Petrozsény

## Képgaléria

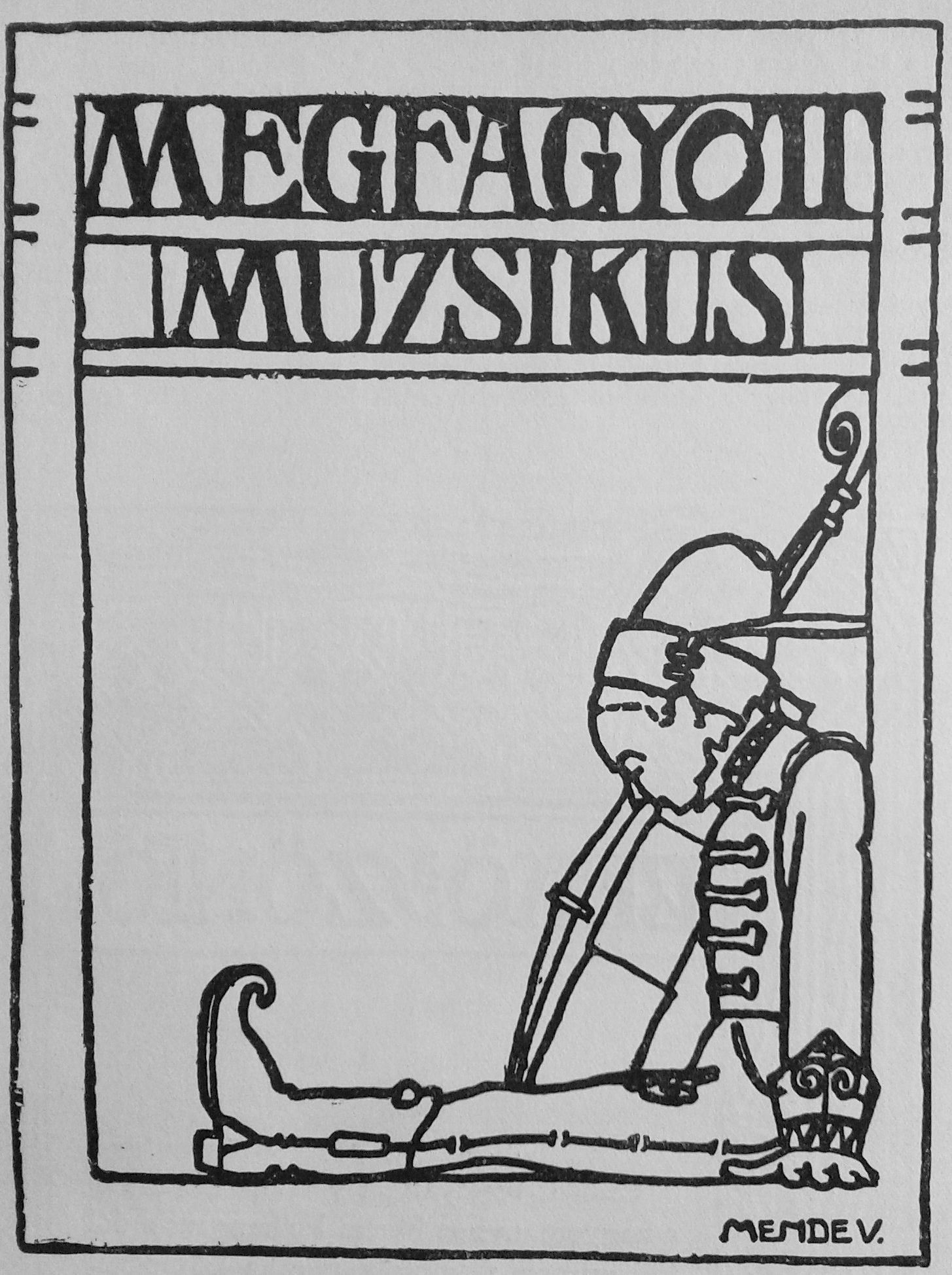
A Megfagyott Muzsikus címlapja Mende Valér rajzával, 1908
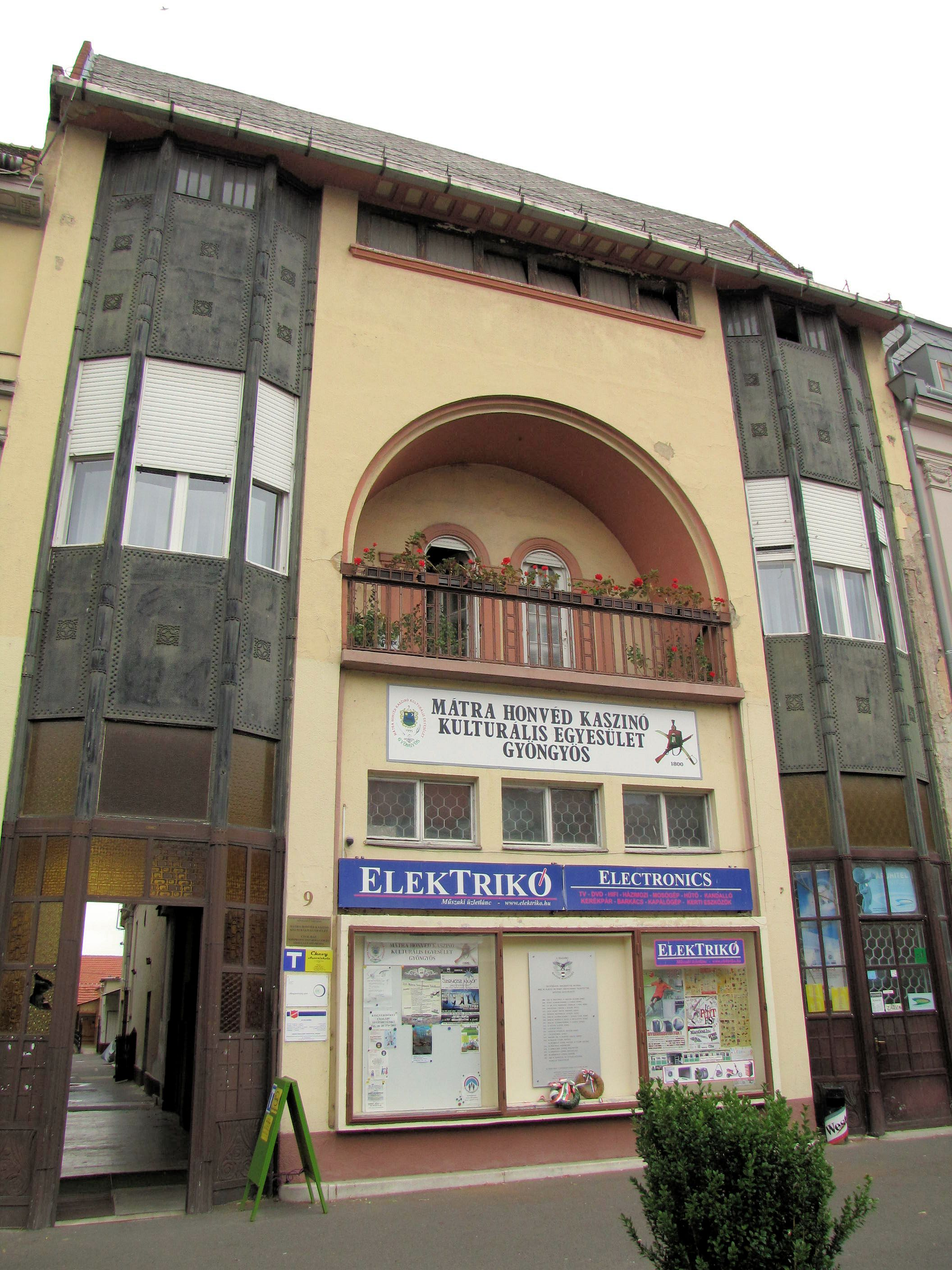
Heves Megyei Általános Takarékbank, Gyöngyös (1911-12)
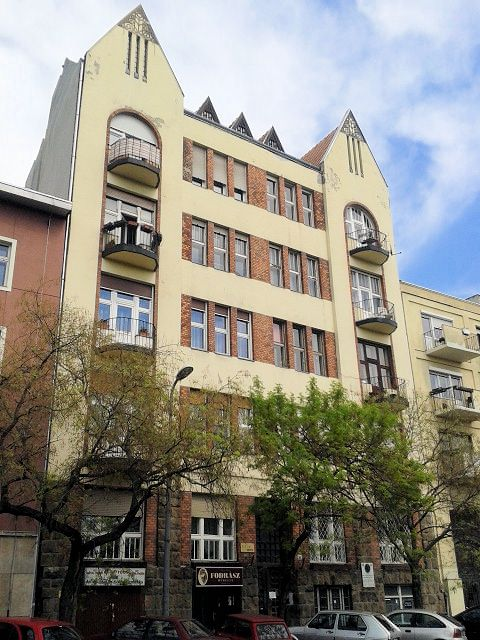
Lakóház, Budapest, Attila út 91. (1912-13)